# 步兵上將 (德國)

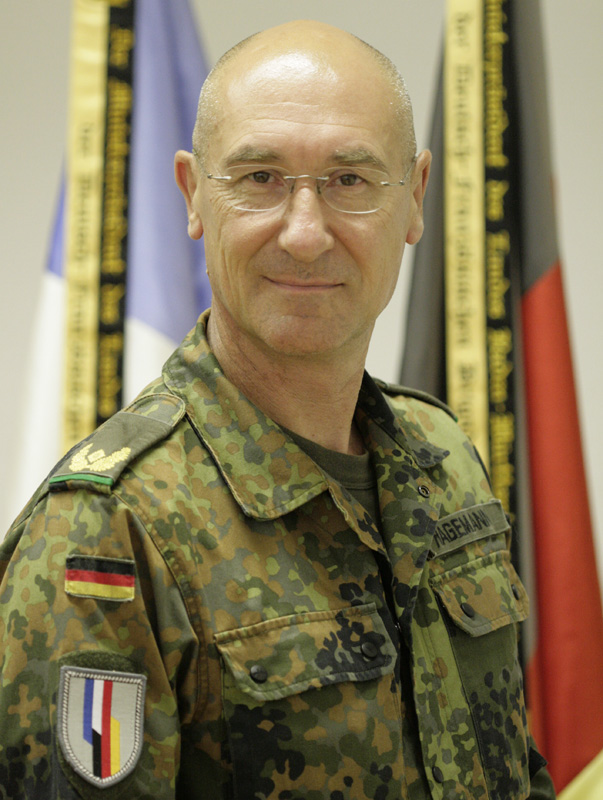
格特-約翰內斯·哈格曼是德意志聯邦國防軍的步兵上將；注意其右臂同時掛著德法混合旅的臂章

步兵上將（德語：General der Infanterie）是德國的一種軍階，存在於德意志帝國陸軍、威瑪防衛軍與德意志國防軍時代。在今日的德意志聯邦國防軍中，本階級相當於北大西洋公約組織標準的「OF-6」軍階和其他國家的一星將領。在納粹德國時期，此軍階僅次於元帥和大將。
步兵上將屬於「兵種上將」的一種，是同階級裡最常見的，德國陸軍其他同級的還有「騎兵上將」、「通信兵上將」、「工兵上將」、「山地兵上將」、「裝甲兵上將」、「炮兵上將」等等。
「步兵上將」軍銜亦存在於奧匈陸軍軍隊與芬蘭陸軍中。